# Список умерших в 1308 году
В этой статье представлен список известных людей, умерших в 1308 году.

## Январь
- 17 января — Пьер де Беллеперче[фр.] — епископ Осера (1306—1307).
- 30 января — Маргарита де Лузиньян, сеньора Тира (1284—1289), титулярная княгиня Антиохийская (1300—1308).
- 31 января — Аццо VIII д'Эсте — маркиз Феррары (1293—1307), правитель Модены и Реджо (1293—1306)

## Февраль
- 1 февраля — Герман Высокий — маркграф Бранденбург-Зальцведельский (1298—1308)
- 4 февраля — Ульрих II фон Пальдау[нем.] — епископ Секау (1297—1308)
- 6 февраля — Франческо I Пармский[итал.] — архиепископ Милана (1296—1308)

## Март
- 18 марта:
  - Евфимия Куявская — польская княжна из рода Пястов, вторая жена Галицко-Волынского князя Юрия I Львовича (1290—1308);
  - Юрий I Львович (55) — князь Белзкий (1269—1301), Князь Галицкий и Волынский, король Руси (1301—1308).

## Апрель
- 5 апреля:
  - Иван Кёсеги — венгерский дворянин, бан Славонии (1275, 1284—1285, 1290), палатин Венгрии (1281, 1287—1288, 1302—1307);
  - Реджинальд де Грей — первый барон Грей де Уилтон (1295—1308), который дал название одним из четырёх судебных инн Грейс-инн;
  - Эндрю Арборейский[англ.] — юдекс Арбореи (1304—1308).
- 14 апреля — Абу Зайян I — правитель государства Абдальвадидов (1303—1208)
- 16 апреля — Вильгельм I — граф Берга (1296—1308).

## Май
- 1 мая — Альбрехт I (52) — герцог Австрии (с 1282) (совместно с братом Рудольфом II до  1283, затем самостоятельно), король Германии (c 1298) и основатель династии Габсбургов на австрийском престоле (с 1282); убит.
- 14 мая — Гильом де Макон[фр.] — епископ Амьена (1278—1308)
- 22 мая — Амадей II Женевский — граф Женевы (1280—1308)

## Июнь
- 13 июня — Эрланд фон ден Фарерн[нем.] — епископ Фарерских островов (1269—1308)
- 18 июня — Бонифаций де Чаллант[нем.] — епископ Сьона (1289—1308)

## Июль
- 4 июля — Эберхард I — граф Марк (1277—1308).
- 28 июля — Абу Табит Амир — маринидский султан Марокко (1307—1308).
- 30 июля — Чхуннёль (72), ван корейского государства Корё (1274—1308).
- Бартелеми[фр.] — епископ Отёна (1298—1308)
- Бернат де Рокафорт[англ.] — лидер каталонской компании

## Август
- 12 августа — Эдмунд де Стаффорд (35) — первый барон Стаффорд (1299—1308).
- 18 августа — Клара из Монтефалько — святая римско-католической церкви

## Сентябрь
- 4 сентября — Маргарита Бургундская, графиня де Тоннер (с 1262), королева-консорт Сицилии (1268—1282), королева-консорт Неаполя (1268—1285), 2-я дочь Эда Бургундского, графа Невера, Осера и Тоннера, и Матильды (Мод) II де Бурбон-Дампьер, дамы де Бурбон, графини Невера, Осера и Тоннера, жена Карла I Анжуйского.
- 10 сентября — Император Го-Нидзё (23) — император Японии (1285—1308).
- 20 сентября — Ги II де Тар[фр.] — виконт Туара (1274—1308).
- Генри де Грей — первый барон Грей де Коднор (1299—1308).

## Октябрь
- 5 октября:
  - Ги II де Ла Рош — герцог Афинский (1287—1308);
  - Людвиг фон Равенсберг[нем.] — епископ Оснабрюка (1297—1308).
- 6 октября — Корсо Донати — лидер чёрных гвельфов во Флоренции
- 10 октября — Патрик IV — первый граф Марч (1289—1308)
- 16 октября — Отто III фон Ритбер[нем.] — епископ Мюнстера (1301—1306)

## Ноябрь
- 8 ноября — Иоанн Дунс Скот — шотландский теолог, философ, схоластик и францисканец.
- 27 ноября — Оттон IV Со Стрелой — маркграф Бранденбурга (1266—1308), маркграф Лужицкий (1303—1308), миннезингер.
- Луи де Вийяр[фр.] — архиепископ Лиона (1301—1308)
- Филипп де Кьети[англ.] — граф-консорт Кьети и Теано (1284—1303) регент Фландрии (1303—1305), руководитель армии Фландрии в битве при Монс-ан-Певеле (1305)

## Декабрь
- 11 декабря — Уолтер Хэйселшоу[англ.] — епископ Бата и Уэлльса (1302—1308)
- 16 декабря — Чан Ань Тонг[англ.] — вьетнамский император из династии Чан (1278—1293)
- 21 декабря — Генрих I — первый ландграф гессенский (1247—1308), родоначальник гессенского княжеского дома.
- Вальрам I[нем.] — граф Цвайбрюккена (1271—1308)

## Дата неизвестна или требует уточнения
- Абу Абдалла Мухаммад II аль-Мустансир, седьмой правитель государства Хафсидов в Ифрикии (1295—1308), шестой халиф Хафсидов.
- Адольф V Померанский — граф Гольштейн-Киль (1263—1273), граф Гольштейн-Седеберг (1273—1308).
- Ай сюэ, государственный деятель Монгольской империи, медик, дипломат и астроном.
- Альбрехт III — герцог Саксонии (совместно с братьями и дядей) (1282—1296), герцог Саксен-Лауэнбурга (совместно с братьями) (1296—1303), герцог Ратцебург-Лауэнбург (1303—1308)
- Андреа Мориско — генуэзский пират и византийский адмирал, казнён на Кипре.
- Арнольд (мастер)[нем.] — архитектор Кёльнского собора (около 1280 года)
- Берардо Магги[итал.] — епископ Брешии (1275—1308)
- Василий Константинович — князь рязанский (1301—1308), убит татарами в орде
- Вахтанг III — царь Восточной Грузии (1298, 1302—1308).
- Уильям Говард, английский землевладелец, судья суда общих тяжб (1297—1308), первый достоверно известный представитель английского рода Говардов, позже — герцогов Норфолкских.
- Георгий I Тертер — царь Болгарии (1280—1292)
- Ги I де Лузиньян — граф Ангулема, граф де Ла Марш и сеньор де Лузиньян (1303—1308)
- Джон Комин — последний мормер Бухана (1260—1308).
- Жан I де Комин[фр.] — епископ Ле-Пюи-ан-Веле (1296—1308).
- Индраварман III — правитель Кхмерской империи (1295—1308).
- Кюнчек — правитель Чагатайского улуса (1307—1308).
- Мараварман Каласекара Пандиан I[англ.] — король Пандья (1268—1308)
- Питер Молей 1-й барон Малей[нем.] — первый барон Малей (1295—1308).
- Ральф Сэндвич[англ.] — мэр Лондона (1285—1293)
- Родриго Телло[исп.] — епископ Сеговии (1279—1288), архиепископ Таррагоны (1288—1308)
- Симон IV — граф Саарбрюккена (1276—1308)
- Смбат — Король Киликийской Армении (1296—1298)
- Ульрих II[нем.] — граф Хейнбурга, первый губернатор Каринтии (1270).
- Якопо II Бароцци, сеньор островов Санторини и Теразия.